# Jean-Claude Trichet

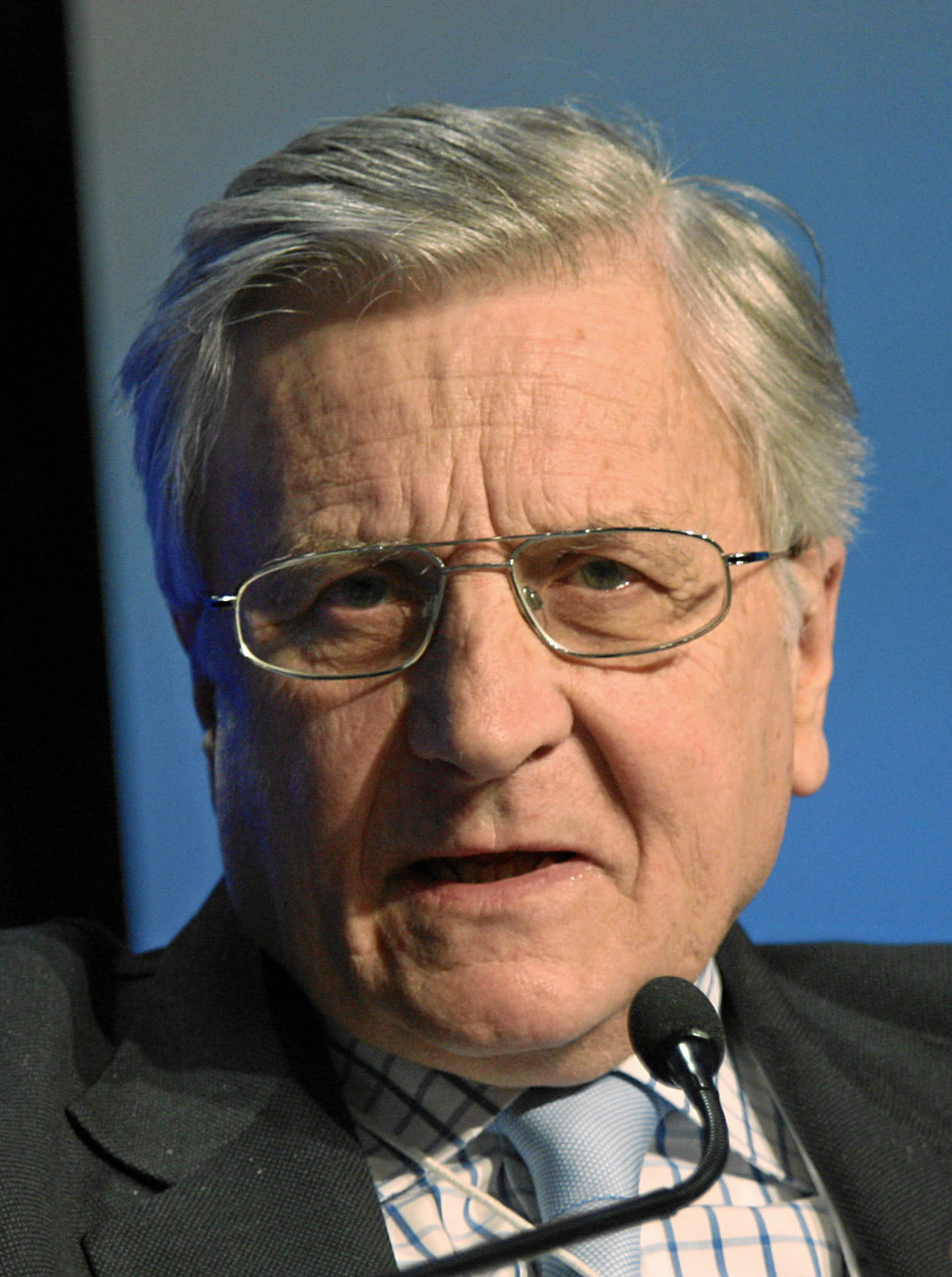
Trichet während des WEFs 2010

Jean-Claude Trichets Unterschrift, wie sie auf Eurobanknoten abgebildet ist

Jean-Claude Trichet (* 20. Dezember 1942 in Lyon) ist ein französischer Finanzexperte und -politiker. Von November 2003 bis Oktober 2011 war er Präsident der Europäischen Zentralbank (EZB). 

## Leben
Jean-Claude Trichet war ältestes der drei Kinder eines aus der Bretagne stammenden Universitätsdozenten. Der Vater starb, als Jean-Claude 16 Jahre alt war.
Trichet besuchte in Paris das Lycée Fénelon und das Lycée Condorcet. Nach dem Baccalauréat absolvierte er die École des Mines de Nancy, eine Bergbauakademie in Lothringen, die er 1964 als Diplom-Bergbauingenieur (Diplôme ingénieur civil des Mines) abschloss. Im Anschluss daran erlangte er im Jahre 1966 an der Universität von Paris den Master-Grad in Ökonomie (Maîtrise en sciences économiques) sowie am Institut d’études politiques de Paris (Sciences Po Paris) ein Diplom in Politikwissenschaft. Nach ersten Berufserfahrungen als Ingenieur in der freien Wirtschaft besuchte er von 1969 bis 1971 die Elitehochschule École nationale d’administration (ENA).
1971 kam er in die Abteilung Wirtschaftsprüfung (Inspection générale des finances) des Wirtschafts- und Finanzministerium Frankreichs. 1974 zunächst Referent in der Generalinspektion für Finanzen, wechselte er ein Jahr später, 1975, ins Schatzamt (Direction générale du Trésor) – der Steuerungszentrale der französischen Geldpolitik. 1976 wurde er Generalsekretär des Interministeriellen Ausschusses für die Verbesserung der industriellen Strukturen (Comité interministériel pour l’aménagement des structures industrielles, CIASI).
1978 wurde er Berater des damaligen Wirtschafts- und Finanzministers René Monory, noch im selben Jahr Berater des damaligen Präsidenten Valéry Giscard d’Estaing für die Bereiche Industrie-, Energie- und Forschungspolitik. Als Giscard d’Estaing in der Präsidentschaftswahl des Jahres 1981 gegen François Mitterrand verlor, ging Trichet wieder ins Schatzamt zurück. Dort war er Leiter des Entwicklungshilfebüros, Stellvertretender Direktor der Abteilung Bilaterale Angelegenheiten, Leiter der Abteilung Internationale Angelegenheiten, Vorsitzender des Pariser Clubs – Umschuldung und Schuldenerlass von zahlungsunfähigen Staaten. 
1987 wurde Trichet Leiter des Schatzamtes (Directeur du Trésor). Er hielt dieses Amt unter wechselnden – auch sozialistischen – Premierministern bis 1993, als er vom damaligen Premierminister Édouard Balladur zum Chef (Gouverneur) der französischen Zentralbank ernannt wurde. In dieser Tätigkeit forcierte er Privatisierungen und war maßgeblich an der Vorbereitung der Euro-Einführung im Zuge der Europäischen Wirtschafts- und Währungsunion beteiligt.
Im Herbst 1997 schlug Frankreich Jean-Claude Trichet als zukünftigen Präsidenten der (zu diesem Zeitpunkt) noch nicht etablierten Europäischen Zentralbank (EZB) vor. Um die Besetzung des prestigeträchtigen Amtes entspann sich dann eine Konkurrenz mit dem niederländischen Präsidenten des Europäischen Währungsinstituts (EWI) (dem Vorläufer der EZB) Wim Duisenberg, der von der großen Mehrheit der EU-Staaten favorisiert wurde. Im Mai 1998 einigten sich die Staats- und Regierungschefs der EU auf einen Kompromiss: Duisenberg wurde zum ersten Präsidenten der EZB nominiert, allerdings unter der Auflage, die regulär achtjährige Amtszeit nicht voll auszuschöpfen, um die Funktion vorzeitig – bereits 2003 – an Trichet abzutreten.
Während seiner Zeit im französischen Schatzamt war Trichet auch zuständig für Staatsunternehmen, unter anderem für die (mittlerweile privatisierte) Großbank Crédit Lyonnais, die Frankreich, wegen ihrer fehlgeschlagenen Expansionsgeschäfte, im Jahre 1992 den größten Bankenskandal der Nachkriegsgeschichte bescherte. Ab 2000 ermittelten die Behörden gegen Trichet wegen des Verdachts, er habe Milliarden-Tricks der damaligen Bankspitze bewusst verschleiert. Januar/Februar 2003 wurde gegen Trichet und andere Angeklagte vor einem Pariser Strafgericht der Prozess eröffnet. Am 18. Juni 2003 verkündeten die Richter Trichets Freispruch.
Am 1. November 2003 trat Jean-Claude Trichet das Amt des Präsidenten der Europäischen Zentralbank (EZB) an.
In der Finanzkrise ab 2007 stellte Trichet den Banken US-Dollar zur Verfügung und nahm dafür auf Euro lautende Wertpapiere als Sicherheit an, um die Lage auf dem Geldmarkt zu entspannen. Außerdem leitete er im Rahmen einer expansiven Geldpolitik eine dauerhafte Niedrigzinspolitik der EZB ein. Er verantwortete in der Euro-Schuldenkrise auch den Aufkauf von Staatsanleihen hoch verschuldeter Euro-Staaten durch die EZB. 
Trichets achtjährige Amtszeit endete am 31. Oktober 2011 mitten in der Staatsschuldenkrise im Euroraum. Sein Nachfolger als Präsident der EZB wurde Mario Draghi.
Jean-Claude Trichet sitzt im Vorstand der G30. Seit April 2012 ist er Vorsitzender des Verwaltungsrates der Brüsseler Denkfabrik BRUEGEL. Des Weiteren ist er European Chairman der Trilateralen Kommission und ein Berater für den transatlantischen Think-Tank European Horizons.

## Privates
1965 heiratete Jean-Claude Trichet die Diplomatin und Übersetzerin Aline Rybalka, deren Eltern aus der Ukraine nach Frankreich eingewandert waren. Das Paar bekam zwei Kinder – Pierre-Alexis (Marketing-Direktor beim Telekommunikationsunternehmen Orange) und Jean-Nicolas, Musiker und Produzent elektronischer Musik. Trichet lebt mit seiner Familie in Paris.

## Auszeichnungen

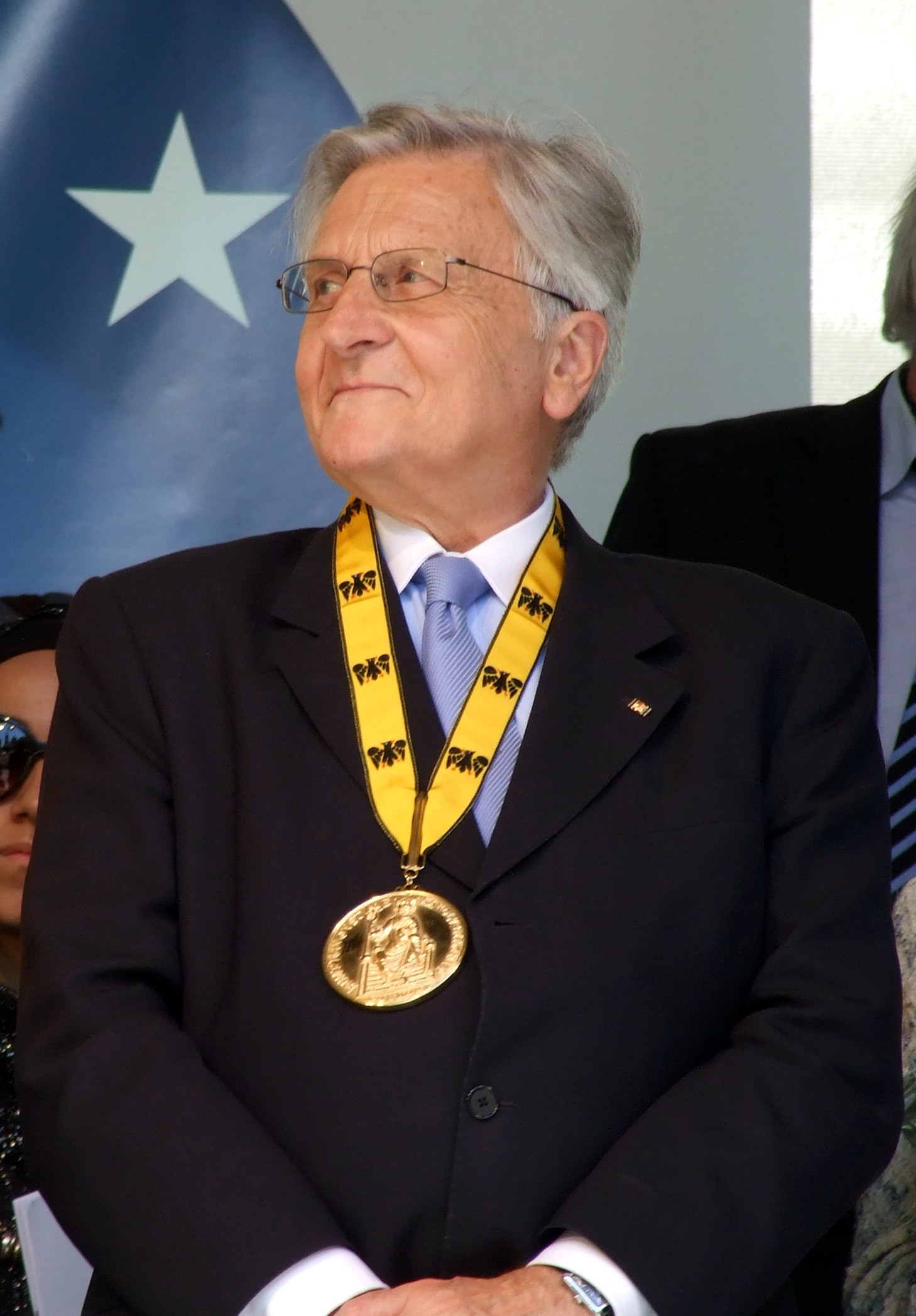
Jean-Claude Trichet mit der Karlspreis-Medaille 2011

- Bundesverdienstkreuz (Verdienstorden der Bundesrepublik Deutschland)
- Commandeur de l’Ordre national de la Légion d’honneur (Kommandeur der französischen Ehrenlegion)
- Officier de l’Ordre national du Mérite
- European Banker of the Year 2007[19]
- Orden von Oranien-Nassau (Großkreuz) 2011
- Karlspreis 2011[20][21][22]
- 2011: Weltwirtschaftlicher Preis
- 2011: Großes Goldenes Ehrenzeichen am Bande für Verdienste um die Republik Österreich[23]
- 2011: Hessischer Verdienstorden

## Preise
- „Policy maker of the Year“, The International Economy magazine (1991)
- „Zerilli Marimo“ der Académie des sciences morales et politiques (1999)
- „Pico della Mirandola“ (2002)
- Prix franco-allemand de la Culture / Deutsch-Französischer Kulturpreis (2006)
- „Policy maker of the Year“, The International Economy magazine (2007)
- Ludwig-Erhard-Gedenkmünze in Gold (2007)[24]
- „Person of the Year“, Financial Times (2007)
- „European Banker of the Year 2007“, der Journalistenvereinigung „The Group of 20+1“ (2008)[25]
- „Central Banker of the Year“, The Banker (2008)
- „Central Bank Governor of the Year“, Euromoney (2008)
- Ehrendoktortitel mehrerer Universitäten